# Курицине
Кури́цине — село Новодонецької селищної громади Краматорського району Донецької області, Україна. У селі мешкає 107 людей.

## Населення

### Мова
Розподіл населення за рідною мовою за даними перепису 2001 року:
| Мова       | Кількість | Відсоток |
| ---------- | --------- | -------- |
| українська | 104       | 97.2%    |
| російська  | 3         | 2.8%     |
| Усього     | 107       | 100%     |